# Bitola
Bitola (makedonsky Битола, bulharsky Битоля, řecky Μοναστήρι, arumunsky Bitule/Bituli) je město v jihozápadní části Severní Makedonie, 14 km na sever od hranic s Řeckem, v regionu Pelagonie. Město je administrativním centrem stejnojmenné opštiny.

## Poloha
Bitola leží pod pohořím Baba-planina na břehu řeky Dragor v nadmořské výšce od 576 m. Baba-planina svírá město z jihozápadní strany a další kopce potom ze severní (sv. Ilija). V blízkosti Bitoly leží ještě pohoří Oblakovo-Snegovo. Směrem na východ začíná od Bitoly úrodná rovina Pelagonie. Metropole Severní Makedonie Skopje se nachází 169 km severně od Bitoly a město Ochrid leží 70 km západně. Vzdálenost do řecké Floriny je 30 km a do Soluně vzdušnou čarou 140 km. Severomakedonsko-řecká hranice leží jen 13 km od města.

## Klima
V této oblasti existuje přechodné klima mezi kontinentálním a středomořským. Léta jsou většinou teplá a mají málo srážek, zimy bohaté a chladné. Průměrná teplota zde během roku dosahuje 11,4 °C. Nejchladnějším měsícem je leden s průměrnou měsíční teplotou −0,6 °C, a s absolutní naměřenou minimální teplotou −30,4 °C. Nejteplejším měsícem je potom červenec s průměrnou měsíční teplotou 22,2 °C a naměřeným maximem činícím 41,2 °C
Průměrný roční úhrn srážek zde činí 600 mm (o něco méně než v České republice), odchylky během různých částí roku dosahují hodnot od 338 mmm do 879 mm. Počasí se v Bitole systematicky měří od roku 1945 po ustanovení místní meteorologické stanice.

## Název
Název je slovanského původu a je společný s chorvatským slovem obitelj, které dnes označuje rodinu a dříve označovalo klášter. Tento původ rovněž připomíná i srbský/chorvatský název Bitolj/Битољ (v makedonštině nedochází k jotování a proto je název města zakončen na slabiku -la). Název je doložen poprvé roku 1080 z tzv. Bitolské desky (makedonsky Битолска плоча).
V církevní slovanštině bylo v cyrilici zapisováno jako ѡ҆би́тѣл҄ь. Během turecké nadvlády bylo město známé pod názvem Monastir, tento název se užívá pro město také v albánštině a řečtině a odkazuje na původní staroslověnský název. V albánštině i turečtině je přejaté z řečtiny.

## Historie
Archeologická naleziště v okolí Bitoly dokládají kontinuitu osídlení v tomto regionu od doby kamenné.
V roce 814 obsadilo město spolu s okolním regionem Bulharsko. Po nějakou dobu byla ve středověku Bitola hlavním městem Prvního bulharského carství. To umožnilo rozvoj a rozkvět sídla. Vzniklo zde bylo sídlo episkopa. První připomínka o jeho názvu pochází z roku 1048. Následně byla obsazena byzantinci, kteří ji učinili metropolí thematu Bulgaria. 
Turecká moc zde byla ustanovena v letech 1382 až 1383 po tvrdých bojích. Dařilo se dobře obchodu. Zachován byl nicméně status města jako regionálního centra. Po Soluni se jednalo o druhé nejvýznamnější město v regionu, a jedno z klíčových v rámci Osmanské říše. Přistěhovávalo se především muslimské obyvatelstvo, mnozí Slované z města odcházeli. Objevili se příslušníci řady dalších národností, např. Čerkezové, sestěhovávali se sem i Albánci.[zdroj?] Z Pyrenejského poloostrova přišla do Bitoly rovněž i početná komunita Židů. V roce 1830 zde velkovezír Rašíd Mehmed Paša svolal setkání albánských sedláků, které skončilo násilím a krveprolitím. Turecký cestopisec Evlija Čelebi město navštívil v roce 1662 a zapsal si přítomnost zhruba tří tisíc malých krámků ve městě.
Jen v první polovině 19. století vzrostl počet obyvatel zhruba z osmi na čtyřicet tisíc.

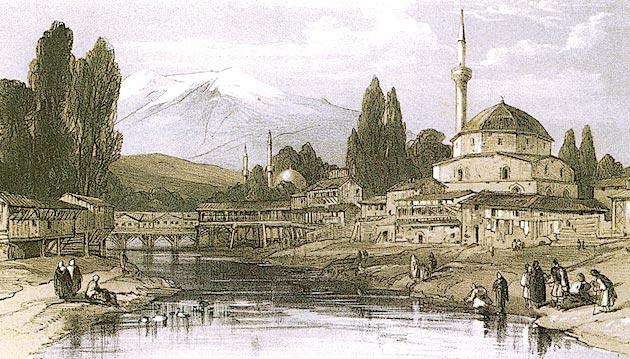
Bitola v 19. století.

Bitola měla značný význam i ze správního hlediska, neboť zde Turci ustanovili centrum jedné z administrativních jednotek. Vilájet Manastir pod sebou zahrnoval na konci 19. století pět nižších správních jednotek (sandžaků) a rozkládal se na území západu dnešní Severní Makedonie a východu Albánie. Prominentní pozice města přilákala pozornost i řady evropských zemí, které zde otevřely své konzuláty. První z nich se stalo v roce 1851 Rakousko, resp. Habsburská monarchie, od roku 1888 mělo v Bitole svůj konzulát také Srbsko.
V roce 1903 bylo město jedním z míst Ilindenského povstání, vzpoury místního bulharského a části valašského obyvatelstva proti turecké nadvládě. Řada místních obyvatel nicméně žádala tureckou armádu zastavit nepokoje a posílit místní vojenskou posádku. V roce 1908 se v Bitole uskutečnilo setkání albánských vzdělanců, kteří se vyslovili pro používání latinky v albánském jazyce. Proto bývá občas v albánských kruzích přezdívána jako město abecedy (albánsky Qyteti i Alfabetit).
Pod tureckou nadvládou zůstala Bitola až do roku 1912, kdy po první balkánské válce připadla Srbsku. Pro Turky představovala strategicky významné město, které chtěli za každou cenu ubránit. Během konfliktu zde došlo k bitvě, během níž srbské vojsko Osmany v rozhodné bitvě porazilo. V roce 1915 Bitolu obsadila bulharská armáda a spolu se značnou částí dnešní Severní Makedonie byla Bulharskem anektována. V roce následujícím byla obsazena jednotkami Dohody. Vzhledem k blízkosti soluňské fronty v následující první světové válce však místní obyvatelstvo strádalo až do roku 1918. Bitola byla prvním osvobozeným městem v závěru války po prolomení fronty v druhé polovině roku 1918.
Po válce se stala součástí Jugoslávie. Nová hranice byla ustanovena jen zhruba 10 km jižně od města; došlo k změnám v ekonomických i společenských vztazích. Dopad Bitola pocítila z hospodářského hlediska nejen kvůli nové hranici s Řeckem, ale také i kvůli vzniku nezávislé Albánie v roce 1912. Původně balkánské město se nicméně začalo rozvíjet jako moderní sídlo. Byly vypracovány první projekty rozvoje a územní plánování v evropském stylu. Pod fasádou moderně se rozvíjejícího města nicméně doutnala nestabilní situace z hlediska národnostního. Dosud nevyhraněné slovanské obyvatelstvo se stále častěji identifikovalo s makedonskou národnostní myšlenkou, což vyvolávalo nevoli a obavy Srby kontrolovaných úřadů a samosprávy. Organizace, které se snažily tvářit jako makedonské byly rozpouštěny. Situaci nepomáhaly ani sliby politických představitelů z Bělehradu, kteří sice v Bitole slibovali různé investice (železnice, vodní kanály apod.), monarchistická Jugoslávie nicméně neměla dost prostředků na jejich uskutečnění.

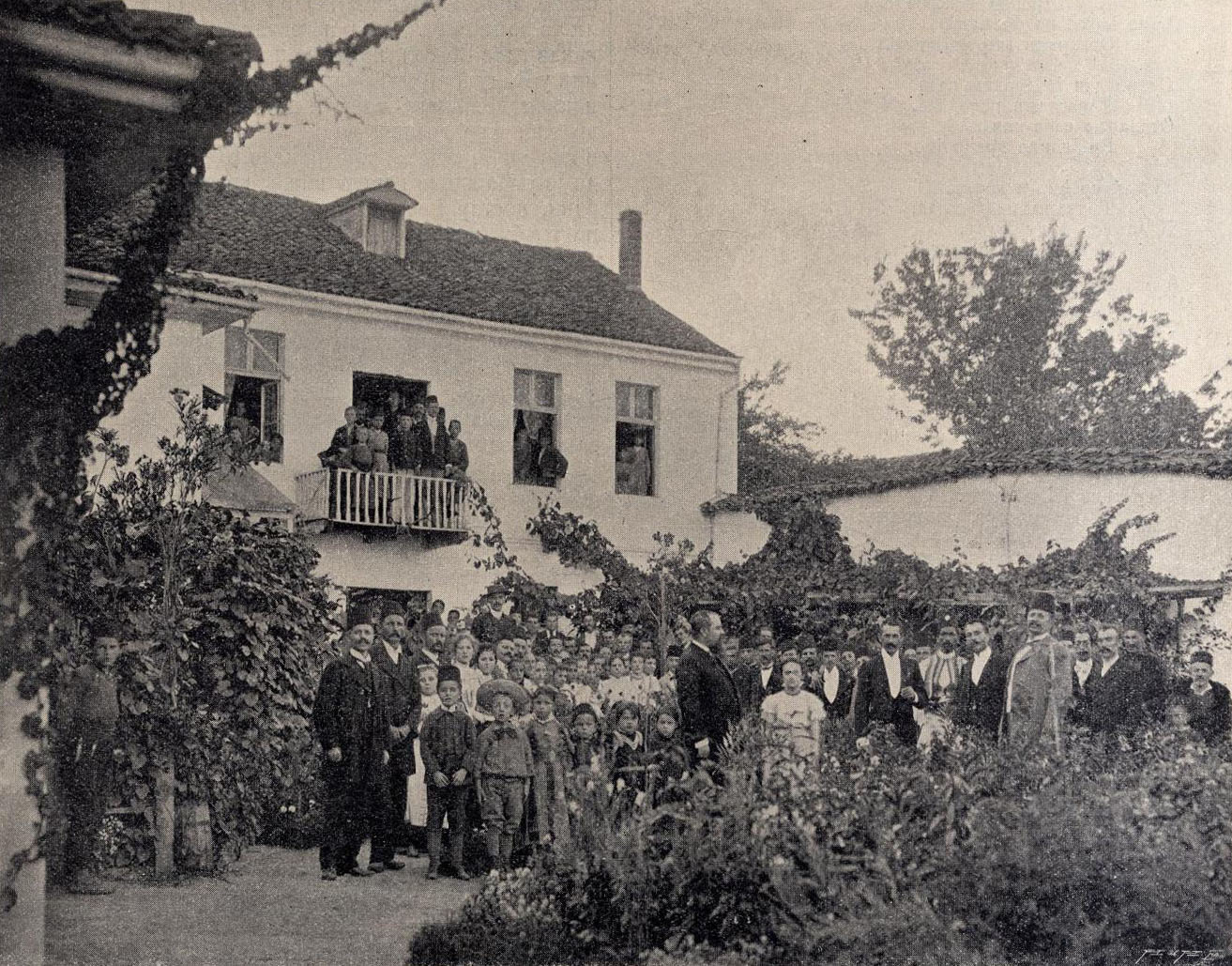
Srbská škola v Bitole na přelomu 19. a 20. století.

Za druhé světové války byla místní židovská komunita odvezena transporty do Polska (do války čítala 9,7 % obyvatel města), v rámci holokaustu byli místní Židé zavražděni v koncentračním táboře Treblinka. Jednalo se cca o tři tisíce osob. Město bylo opět okupováno Bulharskem. Místní odbor komunistické strany, který vedl partyzánský boj proti bulharské okupaci, byl veden Stevanem Naumovem Stivem. Město bylo osvobozeno dne 4. listopadu 1944.
Roku 1945 se město opět vrátilo Jugoslávii. Stalo se součástí nově vzniklé socialistické republiky Makedonie. Nová vláda se soustředila na investice do méně rozvinutých oblastí země, kterou nepochybně město Bitola bylo. V roce 1945 zde proto bylo otevřeno první gymnázium, které neslo svůj název po jugoslávském vůdci Josipu Brozu Titovi. Bylo rovněž první střední školou ve městě, kde probíhala výuka v nově kodifikovaném makedonském jazyce. Jeho podoba byla mimo jiné vybrána také podle bitolského nářečí.
Rozvoj Bitoly v období mezi lety 1945 až 1990 probíhal méně bouřlivě, než tomu bylo v případě řady dalších jugoslávských měst. Několik menších panelových sídlišť vyrostlo na východním a jihozápadním konci města. 
Od roku 1991 je součástí nezávislé Severní Makedonie. V roce 2001 zde došlo k násilnostem poté, co byli místní vojáci zabiti při přestřelkách s albánskými ozbrojenci nedaleko města Tetovo. Při výtržnostech místní napadli obchody albánských vlastníků. Nepokoje se uskutečnily v květnu a v červnu; napadeny byly i místní dvě mešity. Pleurat Seidiu z Kosovské osvobozenecké armády vymezoval albánský prostor od Baru v Černé Hoře až po právě Bitolu (albánsky Monastir) v Severní Makedonii. Násilnosti nějakou dobu probíhaly na obou stranách. Řada albánských obyvatel se následně z obav před dalším násilím z Bitoly vystěhovala. Události v Albánii také ovlivnily jednu z místních bank, která vložila peníze do albánských pyramidových her; po jejich kolapsu sama byla nucena zkrachovat.
V roce 2007 zasáhl okolní lesy rozsáhlý požár, který se přenesl i do některých okrajových částí Bitoly.

## Obyvatelstvo

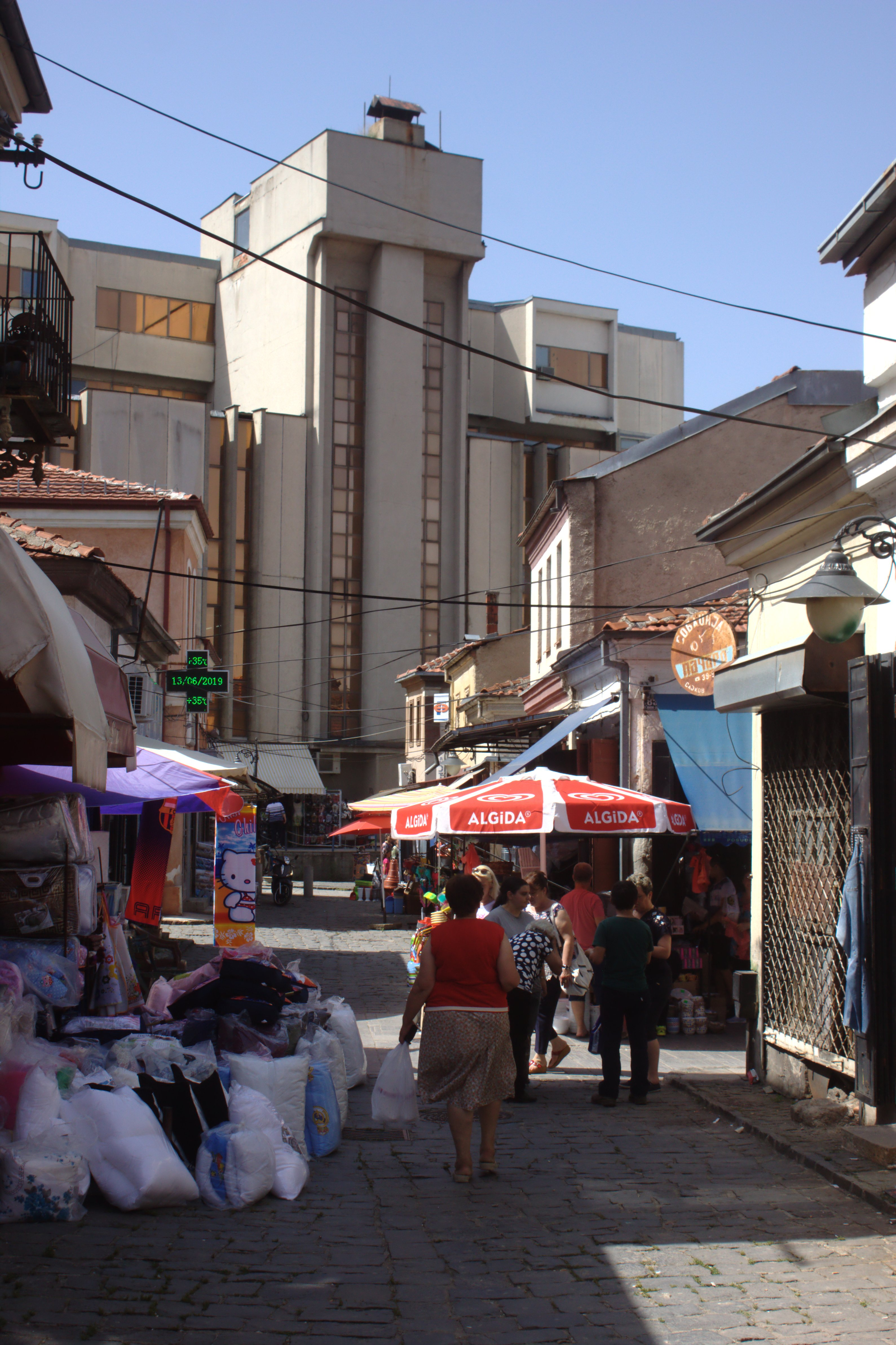
Kontrast nové a staré architektury ve středu města.

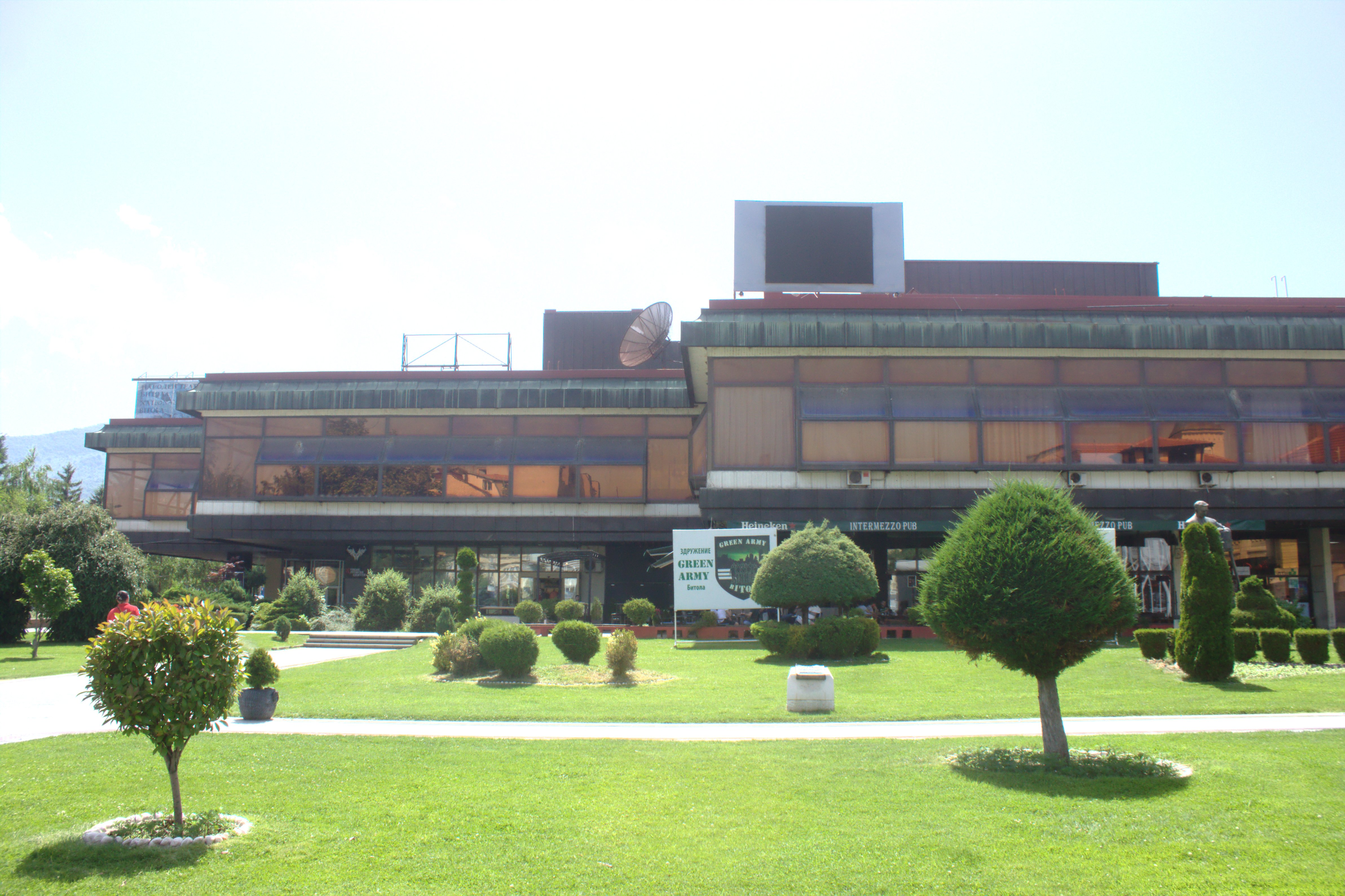
Místní dům kultury.

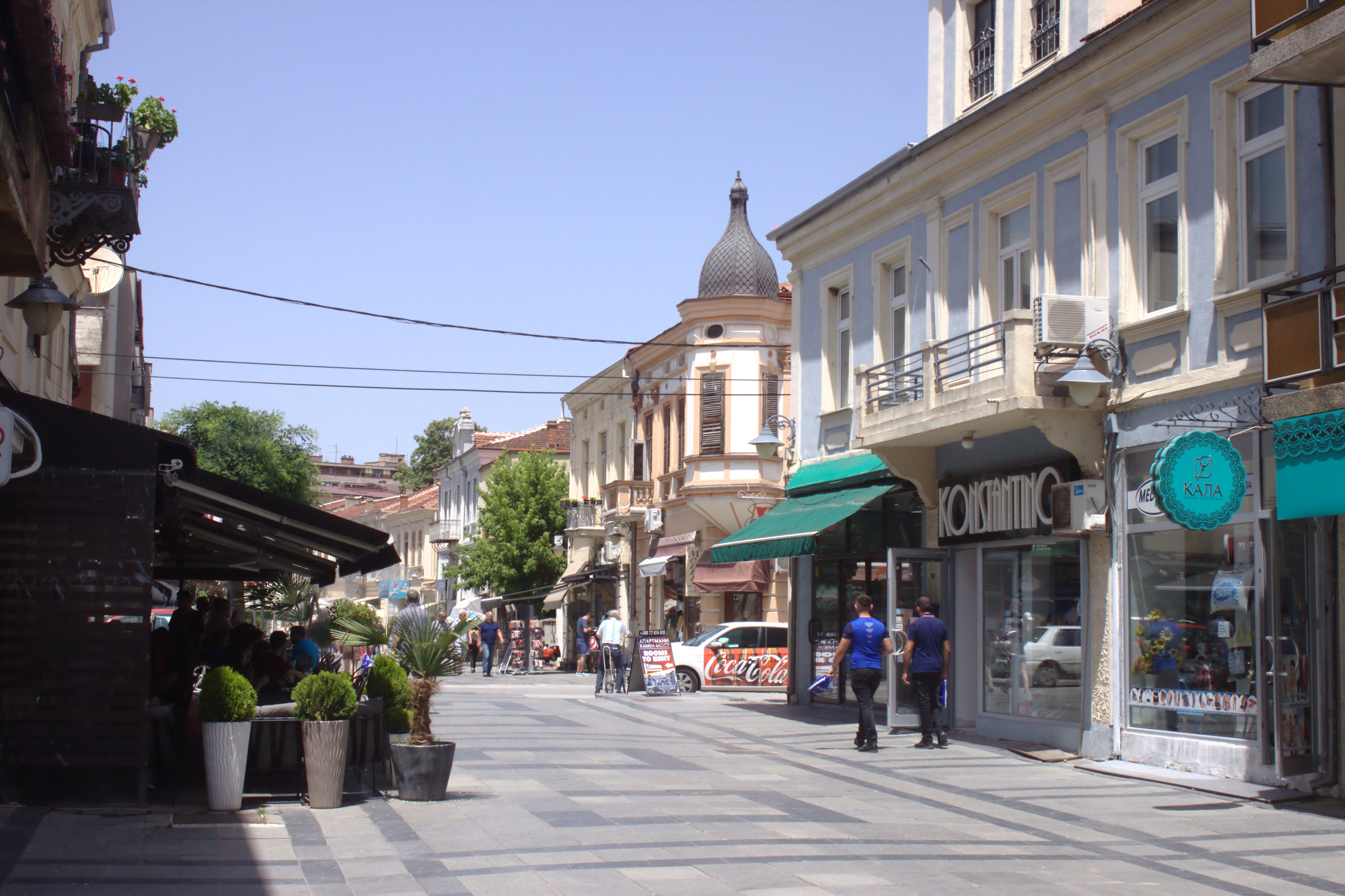
Třída Širok Sokak ve středu města.

Podle údajů z roku 2002 má 74 550 obyvatel, což z ní činí druhé nejlidnatější město v Severní Makedonii (podle rozlohy je ale až třetí). I s okolím žije v Bitole asi 120 000 obyvatel. Z národnostního hlediska se jedná převážně o Makedonce, ale i Romy, Albánce, Turky, Arumuny, Srby a Řeky. Nejpočetnější menšina, Romové, se soustředí ve čtvrti Bair, severozápadně od centra města.
Vzhledem k hospodářskému propadu po rozpadu socialistické Jugoslávie se v Bitole, stejně jako v řadě dalších míst regionu, zintenzivnil trend vystěhovalectví. Řada místních obyvatel pracuje v zahraničí, většinou v Západní Evropě, mnozí ale odešli i do USA nebo do Kanady. V letních měsících se lidé do Bitoly vracejí, čímž dochází přechodně k zvýšení počtu obyvatel.

### Náboženská struktura
V Bitole se nachází sídlo Prespansko-pelagonská eparchie Makedonské pravoslavné církve. K této církvi se hlásí většina místního obyvatelstva.
Kromě pravoslavných kostelů jsou v Bitole dochovány i četné mešity, které připomínají období turecké nadvlády a pestřejšího náboženského složení města. V roce 2002 se k islámu hlásilo v Bitole 9,1 % obyvatel.

## Ekonomika
Město je hlavním ekonomickým a průmyslovým centrem Pelagonského regionu. Po roce 1945 bylo město rozsáhleji industrializováno. Průmyslová zóna se nachází na jihovýchodním okraji města. Sídlí zde např. Bitolský pivovar (makedonsky Битолска пивара) a největší mlékárna v zemi.
V roce 1983 byl dokončen hornicko-energetický kombinát (REK) Bitola, který zahrnuje povrchový důl na lignit a uhelnou elektrárnu.
Další průmyslová zóna byla zřízena u obce Žabeni jižně od města, směrem k hranici s Řeckem.

## Doprava

### Železniční doprava
Do Bitoly směřuje ze severu železniční trať z Velesu, která v minulosti pokračovala dále do Řecka. V minulosti z Bitoly vedly také dvě úzkorozchodné trati, byly ale později zrušeny. Výhledově zde měla být vystavěna i železniční trať do Ochridu, nicméně jugoslávský stát toto zrealizovat nedokázal. Město má jediné nádraží, které leží jihovýchodně od centra města, v blízkosti Městského parku.

### Silniční doprava
Hlavní silniční tahy směřuji z Bitoly směrem na jih do Řecka, do města Florina, dále potom na západ přes Resen do města Ochrid (M-5) a na sever do měst Prilep a Veles. S výjimkou nábřeží řeky Dragor je vyloučena tranzitní doprava ze samotného města. Pro její provoz okolo Bitoly slouží tranzitní komunikace na východním okraji sídla, a to ulice s názvem Makedonski Gemidži. Část tranzitní dopravy z Ochridu a Resenu dále do Velesu je obvedena potom obchvatem ze severní strany, který probíhá po úpatí hory Bel Kamen.
Město nemá dálniční spojení; silnice směrem do Ochridu byla nicméně vybudována na novém tělese s některými mimoúrovňovými kříženími, nicméně se jedná o komunikaci s dvěma jízdními pruhy. Výstavba čtyřproudé dálnice z Bitoly do Prilepu (a dále na sever do Skopje) byla nicméně v roce 2021 předmětem politické debaty a je předpokládána její výstavba od roku 2023.

### Městská hromadná doprava
Ve městě je v provozu městská hromadná doprava, která je zajišťována autobusy. Meziměstská doprava do větších sídel po celé Severní Makedonii je realizována rovněž autobusy. Železniční nádraží se nachází v jihovýchodní části města. Autobusové nádraží je umístěno blízko železničního.

## Školství
V Bitole sídlí univerzita, která byla založena v roce 1979. Její vznik byl vyústěním snahy o výchovu odborníků i mimo hlavní město Skopje. V současné době nese tato vysoká škola název dle Klimenta Ochridského.
V Bitole je dále 7 středních škol a deset škol základních. První gymnázium zde bylo otevřeno roku 1945 a neslo název po Josipu Brozu Titovi. Mezi další střední školy patří Střední škola Taki Daskala, Dopravní a textilní škola, Lékařská škola Dr. Jovana Kalauziho, Hospodářská škola Jane Sandanského, Zemědělská škola Kuzmana Šapkareva, Elektromechanická škola Gjorgji Neumova, Střední hudební škola a Státní škola pro neslyšící a hluchoněmé.
V období nadvlády Osmanské říše zde byla i Vojenská akademie, na které studoval Mustafa Kemal Atatürk, otec moderního tureckého státu.

## Kultura

### Kulturní instituce
V Bitole sídlí celá řada kulturních institucí. Nejnápadnější z nich je Dům kultury, který sídlí v brutalistní budově z konce 70. let 20. století v samotném centru města. Mimo jiné zde také působí i pobočná scéna makedonského národního divadla, která zde byla zřízena v roce 1944. V roce 1945 byla v Bitole založena umělecká společnost nesoucí jméno Stiva Naumova.
Pobočka Národního muzea sídlí v budově bývalých kasáren na jižním okraji města. V muzeu je umístěna výstava, která se věnuje národním dějinám Severní Makedonie od nejstarších období až do současnosti. Mimo jiné zde také Turecko zorganizovalo výstavu, která se věnuje Mustafovi Kemalovi Atatürkovi a jeho působení právě v tomto severomakedonském městě. Od roku 2023 v Bitole působí také Centrum mládeže.
V centru města (v blízkosti kostela svatého Dimitrije) také sídlí galerie Magaza Gallery.

### Kulturní akce
Hlavní kulturní akcí, která se zde každoročně koná, je Mezinárodní filmový festival bratrů Manakiových. Od roku 1971 se zde koná také i taneční festival Ilindenské dny (makedonsky Илинденски данови), kterého se účastní folklórní skupiny z celé Severní Makedonie, ale také skupiny z jiných zemí (Japonsko, Německo, Bulharsko, Srbsko, Turecko apod.), které zde představují své národní obyčeje.
Mezi další kulturní akce tradičně se odehrávají v Bitole patří např. výstava Malý Montmartre Bitoly, dětské festivaly Bitolino a Si-Do, festival klasické hudby Interfest, regionální festival Akto Festival, Bitola Otvoren grad, Bitfest a Lokum fest, který se každý rok odehrává na místním starém orientálním tržišti.

### V kultuře
Město je tématem řady makedonských písní, např. Bitola, můj rodný kraj od Ajriho Demirovského nebo básně Ako odam vo Bitola od Petra Georgieva Kalici.

## Turistika

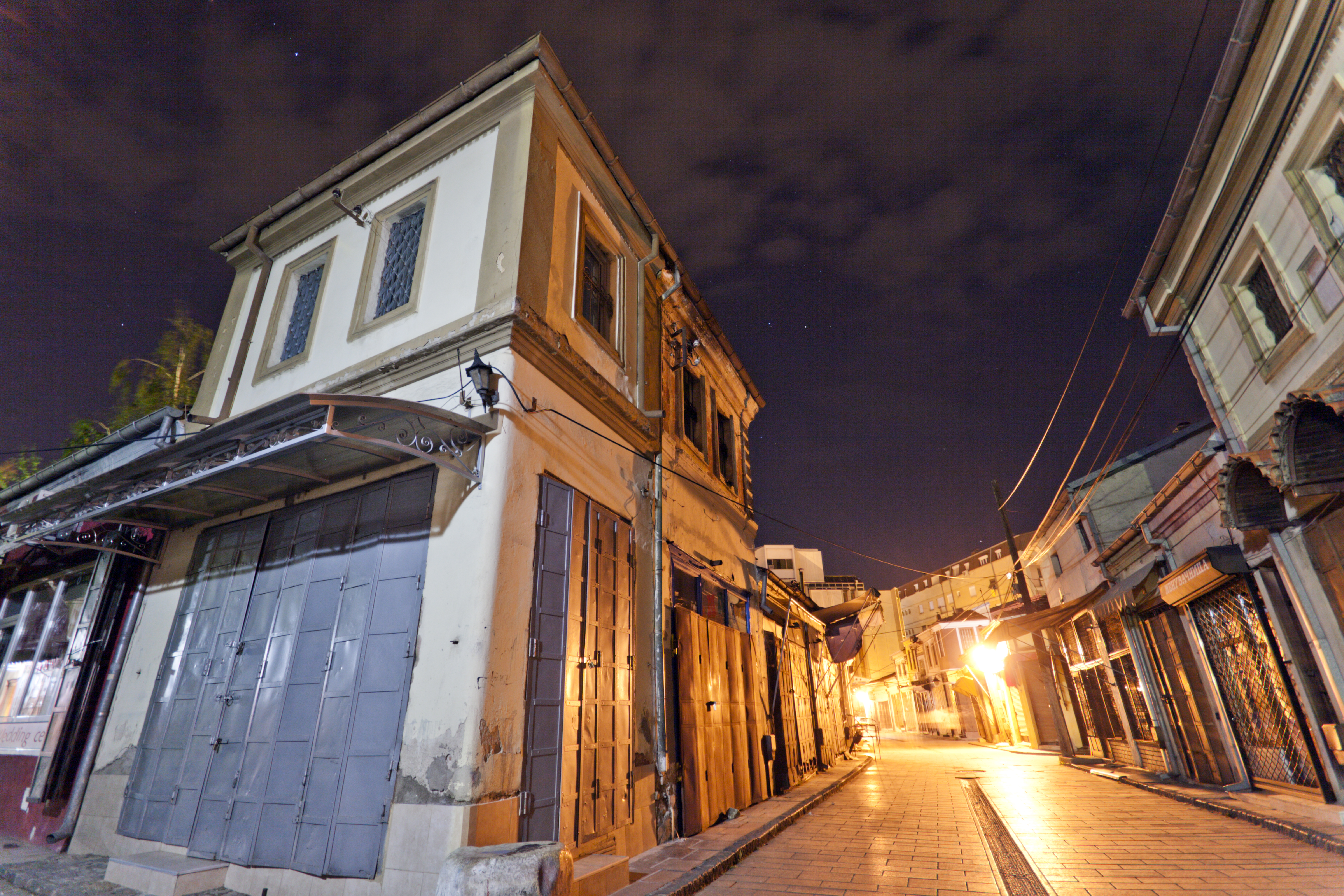
Střed města.

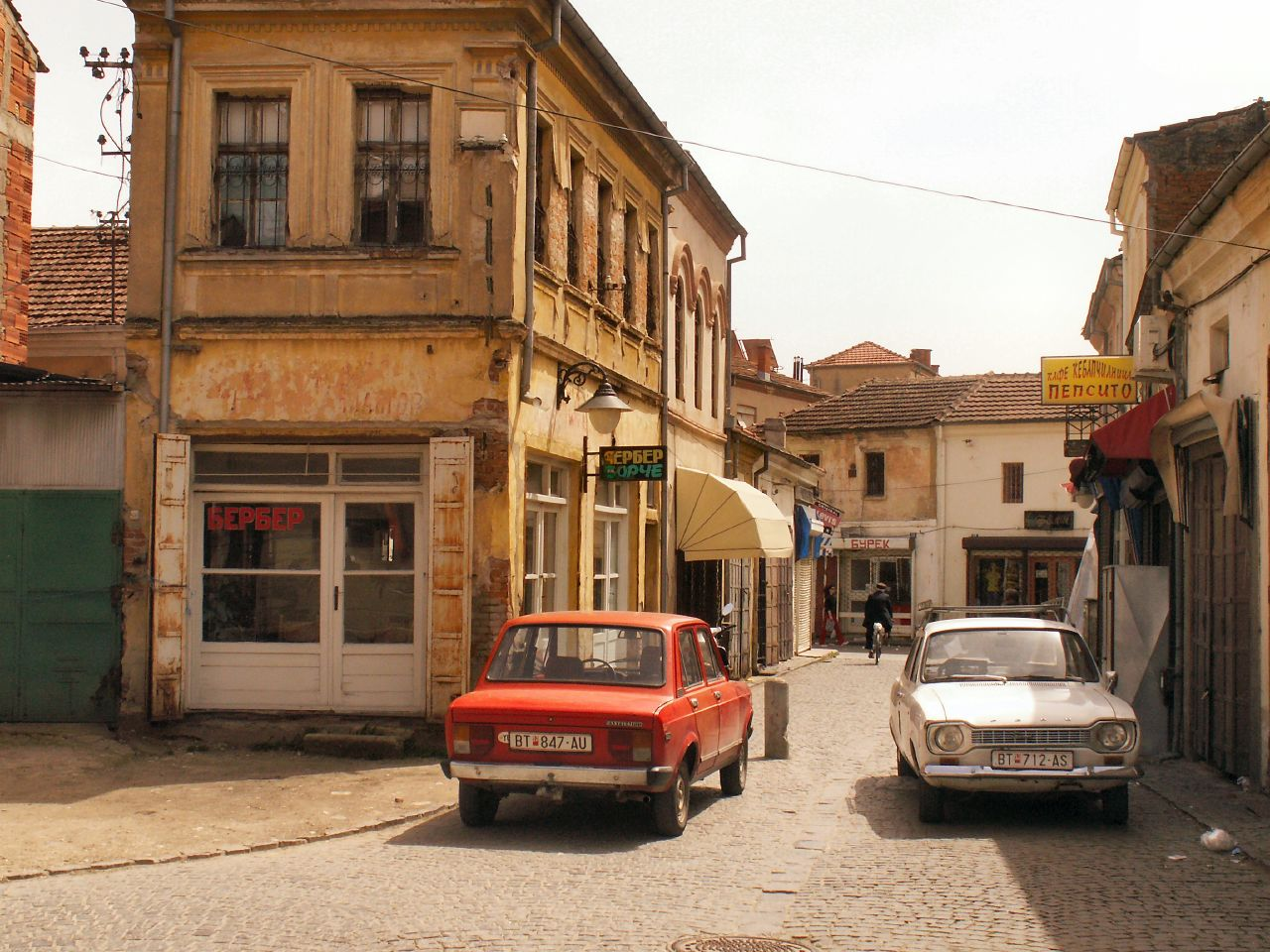
Původní tržiště, dnes součást města.

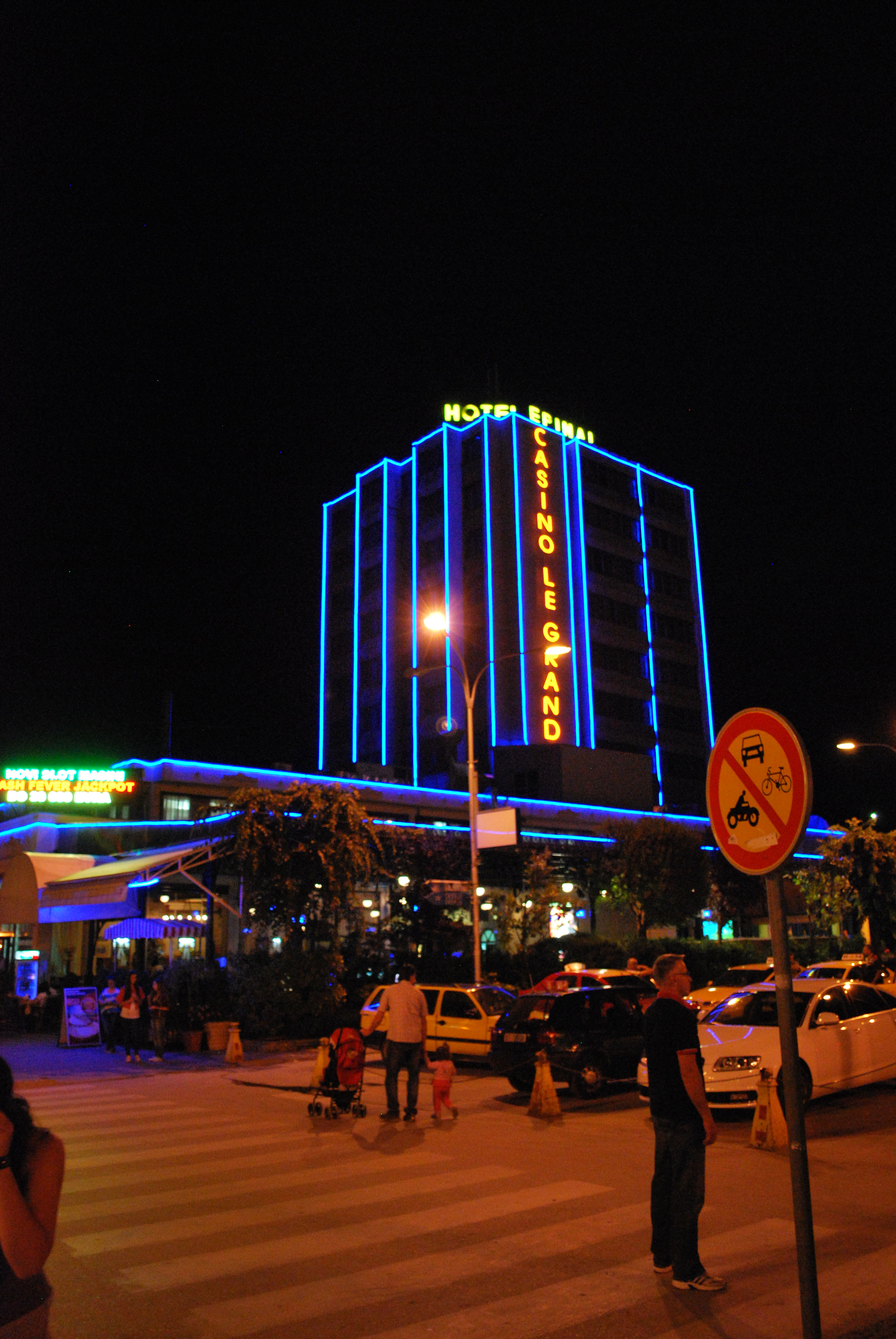
Casino v centrální části města.

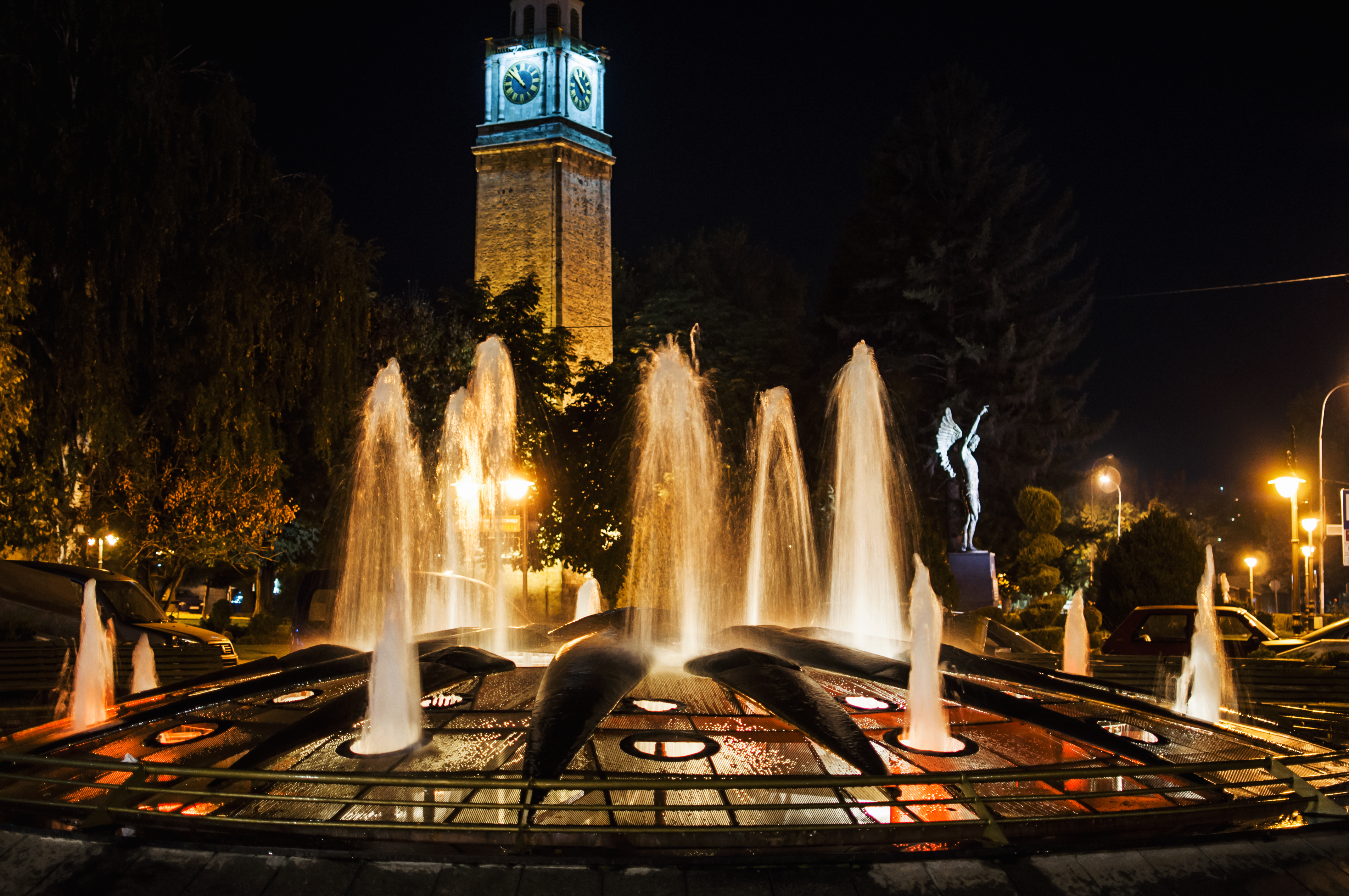
Fontána a bitolská hodinová věž.

Mezi zajímavosti patří hlavní třída Širok Sokak, kde se setkávají a baví obyvatelé města nebo zoologická zahrada, kromě Skopje jediná v Severní Makedonii.
Bitola má rovněž dochovaný historický střed města s uličkami, které původně sloužily jako bazar. Symbolem města je dochovaná Hodinová věž (makedonsky Саат кула, která byla vybudována v době osmanské nadvlády.)
U bazaru se nachází i kryté tržiště (bezisten). Na hlavním náměstí se nachází dvě mešity (Jeni mešita a Ishak Çelebi). Součástí druhé uvedené je rovněž knihovna. Dále od centra města stojí Mešita Ajdar Kadi. Z 19. století je také dochován kostel sv. Demetria, který se nachází v blízkosti třídy Širok Sokak (ze západní strany). Mezi další památkově chráněné kostely patří např. i kostel přesvaté Bohorodice z roku 1870, nebo kostel Sv. Neděle z roku 1863.
Bitola je základním bodem pro výpravy na Baba-planinu. V okolí města se nachází řada archeologických nalezišť, např. Heracleia Lyncestis. Ta byla propagována jako rovněž místo na původní římské silnici Via Egnatia.
V roce 2012 město Bitolu navštívilo celkem 35 000 návštěvníků (většinou zahraničních).

## Ostatní instituce
V Bitole se nachází celá řada konzulátů různých evropských zemí. Tradice v zřizování zastupitelských úřadů zde započala již v 19. století; Bitola bylo rovněž známa jako „město konzulátů“. První současné konzuláty byly otevřeny v Bitole v roce 2000. Své zastoupení zde má např. Bulharsko nebo Řecko, honorární konzuláty zde mají Rusko, Rumunsko, Srbsko, Ukrajina, Maďarsko, Francie, Černá Hora, Rakousko, Bosna a Hercegovina a Albánie. Dříve zde byly zastoupeny i země, jako např. Slovinsko, Chorvatsko nebo Spojené království. V roce 2014 zde sídlilo 13 konzulátů.

## Sport
V Bitole stojí sportovní hala pojmenovaná po Boro Čurlevském.

## Film
V Bitole se natáčely scény z filmu Karaula (2006), dále Před deštěm (1994) nebo Wellcome to Sarajevo (1996).

## Osobnosti města
- Miljan Miljanić (1930 – 2012),fotbalový trenér
- Vlado Goreski (* 1958), makedonsko-slovinsky grafik, scénograf a návrhář divadelních plakátů
- Karolina Gočeva (* 1980), zpěvačka

## Partnerská města
- Bursa, Turecko
- Épinal, Francie
- Kaiserslautern, Německo
- Korçë, Albánie
- Kranj, Slovinsko
- Kremenčuk, Ukrajina
- Pleven, Bulharsko
- / Prizren, Kosovo
- Puškin, Rusko
- Rijeka, Chorvatsko
- Rockdale, NSW, Austrálie[34]
- Zemun, Srbsko